# العلاقات اللاتفية الليسوتوية
العلاقات اللاتفية الليسوتوية هي العلاقات الثنائية التي تجمع بين لاتفيا وليسوتو.

## مقارنة بين البلدين
هذه مقارنة عامة ومرجعية للدولتين:
| وجه المقارنة                                              | لاتفيا                                             | ليسوتو                      |
| --------------------------------------------------------- | -------------------------------------------------- | --------------------------- |
| المساحة (كم2)                                             | 64.59 ألف                                          | 32.96 ألف                   |
| عدد السكان (نسمة)                                         | 1.93 مليون                                         | 2.23 مليون                  |
| الكثافة السكانية (ن./كم²)                                 | 29.88                                              | 67.66                       |
| العاصمة                                                   | ريغا                                               | ماسيرو                      |
| اللغة الرسمية                                             | اللغة اللاتفية                                     | لغة إنجليزية، اللغة السوتية |
| العملة                                                    | يورو، لاتس لاتفي، الروبل اللاتفي ‏، الروبل اللاتفي ‏ | لوتي ليسوتو                 |
| الناتج المحلي الإجمالي (بليون دولار)                      | 30.26 مليار                                        | 2.64 مليار                  |
| الناتج المحلي الإجمالي (تعادل القوة الشرائية) بليون دولار | 49.24 مليار                                        | 6.30 مليار                  |
| الناتج المحلي الإجمالي الاسمي للفرد دولار أمريكي          | 14.06 ألف                                          | 1.07 ألف                    |
| الناتج المحلي الإجمالي للفرد دولار أمريكي                 | 23.55 ألف                                          | 2.64 ألف                    |
| مؤشر التنمية البشرية                                      | 0.819                                              | 0.497                       |
| رمز المكالمات الدولي                                      | +371                                               | +266                        |
| رمز الإنترنت                                              | .lv                                                | .ls                         |
| المنطقة الزمنية                                           | ت ع م+02:00، ت ع م+03:00، أوروبا/ريغا ‏             | ت ع م+02:00                 |

## منظمات دولية مشتركة
يشترك البلدان في عضوية مجموعة من المنظمات الدولية، منها:
| علم المنظمة | اسم المنظمة                               | تاريخ انضمام لاتفيا | تاريخ انضمام ليسوتو |
| ----------- | ----------------------------------------- | ------------------- | ------------------- |
|             | البنك الدولي للإنشاء والتعمير             | 11 أغسطس 1992       | 25 يوليو 1968       |
|             | منظمة التجارة العالمية                    | 1999                | ?                   |
|             | المركز الدولي لتسوية المنازعات الاستشارية | 7 سبتمبر 1997       | 7 أغسطس 1969        |
|             | منظمة حظر الأسلحة الكيميائية              | ?                   | ?                   |
|             | الأمم المتحدة                             | 17 سبتمبر 1991      | 17 أكتوبر 1966      |
|             | منظمة الشرطة الجنائية الدولية             | ?                   | ?                   |
|             | وكالة ضمان الاستثمار متعدد الأطراف        | 21 أغسطس 1998       | 12 أبريل 1988       |
|             | يونسكو                                    | 9 يوليو 1951        | 29 سبتمبر 1967      |
|             | مؤسسة التنمية الدولية                     | 11 أغسطس 1992       | 19 سبتمبر 1968      |
|             | مؤسسة التمويل الدولية                     | 29 سبتمبر 1993      | 29 سبتمبر 1972      |
|             | الاتحاد البريدي العالمي                   | ?                   | ?                   |
|             | الاتحاد الدولي للاتصالات                  | 11 ديسمبر 1921      | 26 مايو 1967        |

## وصلات خارجية
- موقع وزارة الخارجية اللاتفية
- موقع وزارة الخارجية الليسوتوية